# Giuseppe Buttari
Giuseppe Buttari (Italia, 16 de febrero de 1951) es un atleta italiano retirado especializado en la prueba de 60 m vallas, en la que consiguió ser medallista de bronce europeo en pista cubierta en 1978.

## Carrera deportiva
En el Campeonato Europeo de Atletismo en Pista Cubierta de 1978 ganó la medalla de bronce en los 60 m vallas, con un tiempo de 7.86 segundos, tras el alemán Thomas Munkelt y el soviético Viacheslav Kulebiakin.